# Bentley Systems
Bentley Systems Inc utvecklar programvara för datorstödd konstruktion. 
Företaget grundades av bröderna Keith och Barry Bentley och de släppte den första versionen av sitt CAD verktyg MicroStation 1987. Huvudkontoret ligger i  Pennsylvania, USA. 
Företaget är idag ett av de största privatägda mjukvaruföretagen i världen och har etablerat sig över hela världen. 
Bentley Systems har produkter för konstruktion av bygg- och anläggningsindustri, infrastruktur, geo- och kartografisystem och processindustri.
Den senaste generationen (2008) mjukvara har beteckningen V8i (V8.11).